# Fehér Gyula (színművész)
Fehér Gyula, Weisz (Kecskemét, 1879. március 11. – Budapest, Erzsébetváros, 1965. október 2.) magyar színész, színészpedagógus. 

## Élete
Weisz Albert tisztviselő és Braun Eszter fia. Középiskolai tanulmányait szülővárosában végezte, majd Solymosi Elek színészképzőjében tanult. 1898. október 1-jén lépett először színpadra Mezei Béla nyitrai társulatánál, majd 1905–1906-ban Pécsett, 1909–1910-ben Kolozsvárott, 1910–1911-ben Szabadkán, 1911–1912-ben Szatmáron szerepelt. A következő években játszott az újpesti Népszínházban, Debrecenben és a Grand Guignolban is fellépett. A színpadok drámai hős- és jellemszínésze volt, de képzett bariton hangja alkalmassá tette énekes szerepek alakítására is. Szinte valamennyi Shakespeare-darabban játszott és sikereket ért el a népszínművekben nyújtott alakításaival is. Az 1910–20-as években több némafilmben is játszott.
1914 júliusa és 1935 között, kényszernyugdíjazásáig a budapesti Nemzeti Színházban szerepelt, de 1935 után néhány alkalommal még fellépett magánszínházakban. 1940-ben visszavonult a színészettől. 1946-tól 1957 októberéig ismét a Nemzeti Színház tagja volt és vállalt szerepeket vidéki társulatoknál is. Az Országos Színészegyesület alelnökeként tevékenyen részt vett a színésztársadalom szociális helyzetének javításán. 1922-től több mint egy évtizeden át a Színészegyesület Színészképző Iskolájának tanáraként a filmjáték elméletet és gyakorlatot tanította. Két pedagógiai könyvet írt a filmművészet oktatásáról. Sokoldalú karakterizáló készségével klasszikus és modern darabokban alakított sikeres szerepeket.

### Magánélete
Házastársa Lengyel Klára (Kolozsvár, 1881. augusztus 8. – Budapest, 1966. március 20.) színésznő volt, akit 1906. november 26-án Nagyváradon vett nőül. Gyermekük, Fehér Tibor (Budapest, 1916. szeptember 21. – Budapest, 1974. május 9.) szintén színész lett.

## Szerepei

### Főbb színházi szerepei
- Katona József: Bánk bán – Petur bán
- Shaw: Tanner John házassága – Mendóza
- Herczeg Ferenc: Ocskay brigadéros – Ceglédi
- Shakespeare: Rómeó és Júlia – herceg
- Shakespeare: Hamlet – Claudius
- Shakespeare: III. Richárd – Ratcliff
- Rostand: Cyrano de Bergerac – Castel Jaloux
- Shakespeare: Vízkereszt, vagy amit akartok – Antonio
- Kacsóh Pongrác: János vitéz – Strázsamester

### Filmszerepei
- Ma és holnap (1912) – bankár
- Őrház a Kárpátokban (1914) – orosz tábornok
- A népfölkelő (1914) – káplár
- A nagy leszámolás (1914, szkeccs, filmrész) – káplár
- A becsapott újságíró (1914) – Ipay alezredes
- A tiszti kardbojt (1916) – Bánky
- A nevető Szaszkia (1916)
- A világ csak hangulat (1916)
- Három Csehov novella (1916)
- Halálcsengő (1917) – hipnotizőr
- Három hét (1917) – Terényi Iván apja
- Leoni Leo (1917) – Lorenzo marquis
- Az álarcosbál (1917) Oszvald
- A föld rabjai (1917) – Balogh András
- Az elátkozott család (1917, valószínűleg nem készült el)
- A rablólovag (1917)
- A kuruzsló (1917)
- Havasi szerelem (1918) – Ralph Bender
- Ingovány (1918)
- Nebántsvirág (1918) – őrnagy
- Sehonnai (1918) – Stanling Thomas, ültetvényes
- A léleklátó sugár (1918) – Dr. Momzen professzor
- A bosszú (1918) – Salamon, Henrik gróf regale bérlője
- A szeszély (1918)
- A lavina (1918) – Moskovszki Sándor földbirtokos
- Ki ő? (1918)
- A szeszély (1918) – János, cigányfiú
- A csavargó (1918) – Don Salluste
- Az anya bűne (1919)
- A csempészkirály (1919)
- Rabszolgalázadás (1919)
- A bilincsbevert folyam (1920) – Kardos vezérigazgató
- A rög (1920) – a gazdag lány apja
- Júdás fiai (1920)
- A keselyű (1921) – Tass Mihály
- Tavaszi szerelem (1921)
- Az egér (1921)
- Petőfi (1922) – Szendrey Ignác
- Gazember!? (1922) – Dr. Alfa ideggyógyász
- Dauphin (1922) – Foquier
- Péntek este (1922–23)
- Leánybecsület (1923)
- Sportszerelem (1937–38) – kártyázó férfi az India kávéházban

## Könyvei
- A filmjátszás művészete. Gyakorlati rész. Újpest, 1926.
- A filmjátszás művészetének kézikönyve. Budapest, 1942.